# الدوري المصري الممتاز 1982–83
الموسم السابع والعشرون من الدوري المصري الممتاز لكرة القدم، انتهى بتتويج المقاولون العرب باللقب الأول في تاريخه. شهد الموسم انسحاب غزل دمياط في الأسبوع الحادي والعشرين من الدوري، وعليه قد ألغيت جميع نتائجه في الدور الثاني.

## الأندية المشاركة
| - الأهلي (حامل اللقب) - الزمالك - الإسماعيلي - الاتحاد السكندري - غزل دمياط - الكروم (صاعد) | - المصري - الأوليمبي - المقاولون العرب - غزل المحلة - المنيا - دمياط (صاعد) |

## الترتيب
| الترتيب | النادي                   | ل  | ف  | ت  | خ  | له | عليه | ±   | ن  | تأهل/هبوط                                 |
| ------- | ------------------------ | -- | -- | -- | -- | -- | ---- | --- | -- | ----------------------------------------- |
| 1       | نادي المقاولون العرب (ب) | 21 | 14 | 6  | 1  | 33 | 7    | 26  | 34 | تأهل إلى كأس أفريقيا للأندية أبطال الكؤوس |
| 2       | الزمالك                  | 21 | 13 | 7  | 1  | 26 | 5    | 21  | 33 | تأهل إلى كأس أفريقيا للأندية أبطال الدوري |
| 3       | الأهلي                   | 21 | 14 | 4  | 3  | 34 | 11   | 23  | 32 | تأهل إلى كأس أفريقيا للأندية أبطال الكؤوس |
| 4       | غزل المحلة               | 21 | 7  | 7  | 7  | 20 | 22   | -2  | 21 |                                           |
| 5       | نادي المصري              | 21 | 6  | 8  | 7  | 16 | 18   | -2  | 20 |                                           |
| 6       | الإسماعيلي               | 21 | 6  | 8  | 7  | 15 | 18   | -3  | 20 |                                           |
| 7       | المنيا                   | 21 | 5  | 8  | 8  | 12 | 20   | -8  | 18 |                                           |
| 8       | الأوليمبي                | 21 | 5  | 6  | 10 | 12 | 27   | -15 | 16 |                                           |
| 9       | الاتحاد السكندري         | 21 | 4  | 7  | 10 | 12 | 17   | -5  | 15 |                                           |
| 10      | الكروم                   | 21 | 2  | 10 | 9  | 8  | 22   | -14 | 14 |                                           |
| 11      | دمياط (هـ)               | 21 | 2  | 7  | 12 | 7  | 22   | -15 | 11 | هبوط إلى الدوري المصري الدرجة الثانية     |
| 12      | غزل دمياط (هـ)           | 11 | 1  | 6  | 4  | 6  | 12   | -6  | 8  | هبوط إلى الدوري المصري الدرجة الثانية     |

 (ب)= البطل، (هـ)= هبط، ل= لعب; ف = فوز; ت = تعادل; خ = خسارة; له = أهداف لصالحه; عليه = عليه من الأهداف; ± = فارق الأهداف; ن= نقاط

المصدر: 

## الهدافون
| الترتيب | اللاعب        | الجنسية | النادي المقاولون العرب | الأهداف |
| ------- | ------------- | ------- | ---------------------- | ------- |
| 1       | محمود المشاقي | مصر     | غزل المحلة             | 9       |

## روابط خارجية
- صفحة الموسم على RSSSF
- صفحة الموسم على سوبر كورة.كوم
- صفحة الموسم على شبكة كرة القدم المصرية

| بطل الدوري المصري الممتاز 1982–83 |
| --------------------------------- |
| المقاولون العرب الأولى            |

| سبقه 1981–82 | الدوري المصري الممتاز 1982–83 | تبعه 1983–84 |